# Arakawa Under the Bridge (film)
Arakawa Under the Bridge ( 荒川アンダー ザ ブリッジ Arakawa andā za burijji) è un film del 2012 diretto da Ken Iizuka.
Il film, che si basa sull'omonima serie manga ed anime, vede come protagonisti Kento Hayashi e Mirei Kiritani.
La storia era già stata narrata l'anno precedente in un dorama stagionale di TBS con gli stessi attori.

## Trama
Kou è un giovanotto proveniente da una famiglia dell'alta borghesia; il padre è il presidente di un'importante azienda di costruzioni e fin dalla più tenera età ha inculcato al figlio l'idea di non dover mai chieder alcun favore a nessuno, questo perché sarebbe altrimenti stato costretto a sdebitarsi.
Oggi il ragazzo, quando si trova nell'impellente necessità di dover chieder un piacere a qualcuno, viene preso da un irresistibile attacco d'asma che lo blocca: è ossessionato dal fatto di esser in debito con gli altri. Un giorno però a Kou capita di precipitare dal ponte direttamente dentro il fiume di Arakawa.
Viene così fortunosamente salvato da Nino, una giovane senzatetto che vive con altri strani tipi senza fissa dimora sulla riva del fiume; a questo punto Kou chiede immediatamente a Nino in quale maniera egli possa sdebitarsi con lei per l'aiuto che gli ha offerto così generosamente, ma la ragazza sembra non aver bisogno di nulla ed esser totalmente felice e soddisfatta così come sta.
Kou insiste nel trovar un modo per rimborsarla, gli può offrire soldi, appartamenti, automobili di lusso: infine, dopo averci pensato un po' su Nino chiede ad un attonito Kou di diventare il suo fidanzato e rimanere a vivere lì con lei assieme a suoi amici. Per Kou inizia così una nuova esistenza.